# El deseo (álbum)
El deseo es un EP de la banda mexicana de rock en español Los Amantes de Lola y fue lanzado al mercado en formato de disco compacto por la discográfica BMG Ariola en 1992. Este material discográfico enlista cuatro versiones distintas del tema «El deseo», publicado originalmente en el álbum La era del terror un año antes.

## Lista de canciones
| N.º | Título                         | Duración |  |
| 1.  | «El deseo» (versión del álbum) |          |  |
| 2.  | «El deseo» (versión dub)       |          |  |
| 3.  | «El deseo» (versión extendida) |          |  |
| 4.  | «El deseo» (versión radio)     |          |  |

## Créditos
- Kazz — voz.
- Gasú — guitarra.
- Fernando Díaz Corona — bajo.
- Duque — batería.
- Boris — teclados.